# Horst Kappel
Horst Kappel (* 16. Januar 1937 in Berlin) ist ein ehemaliger deutscher Radrennfahrer.

## Sportliche Laufbahn
Horst „Atze“ Kappel war in der DDR aktiv. Er begann 1953 mit dem Radsport und wurde Straßenradsportler. Der gelernte Fliesenleger verbuchte als Jugendfahrer mehr als 20 Siege. 1954 schaffte er den Sprung in die Nationalmannschaft und blieb bis 1961 deren Mitglied.
Bei Rund um das Muldental war er 1957 erfolgreich. 1957 startete er mit der Nationalmannschaft auch in der Slowakei-Rundfahrt und belegte beim Sieg von Pierre Le Don aus Frankreich den 3. Platz. 1958 wurde er Sechster in diesem Etappenrennen. In der DDR-Rundfahrt kam er beim Sieg von Alfons Hermans 1956 auf den 5. Platz der Rundfahrt. 1957 gewann er eine Etappe und war im Eintagesrennen Rund um das Muldetal erfolgreich. 1958 kam er in der Ägypten-Rundfahrt auf den 12. Platz. Er bestritt die Polen-Rundfahrt 1960 (11. Platz und bester DDR-Fahrer) sowie die Tunesien-Rundfahrt 1960 (10. Gesamtrang) und 1961 (Sieger im Mannschaftszeitfahren). 1957 wurde er Vierter der nationalen Meisterschaft im Straßenrennen. Kappel stand mehrfach im Kaderkreis für die Internationale Friedensfahrt, wurde aber nicht nominiert. Er startete für den SC Einheit Berlin.